# Território do Nebraska
O Território do Nebraska foi um território organizado dos Estados Unidos, estabelecido pelo Ato Kansas-Nebraska de 1854. A sua capital era Omaha. Deixou de existir quando o Nebraska foi admitido como estado da União em 1867.

## Evolução
Originalmente as fronteiras do Território do Nebraska incluíam uma grande parte do território adquirido na Compra da Luisiana: estendendo-se entre 40° e 49° N, e entre a Divisória Continental da América do Norte a oeste e os rios White Earth e Missouri a leste. Incluía a maior parte do norte das Grandes Planícies e da bacia do Alto Missouri.
Os colonos mórmons fundaram Cutler's Park em 1846, e a cidade de Bellevue foi incorporada em 1853. A cidade vizinha de Omaha foi fundada em 1854, com Nebraska City e Kearney incorporadas em 1855. As influentes cidades de Brownville e Fontanelle foram fundadas naquele ano também. A antiga vila de Lancaster, mais tarde chamada de Lincoln, foi fundada em 1856, junto com as cidades de Saratoga, South Nebraska City e Florence.

Foi progressivamente reduzido à dimensão do atual estado do Nebraska pela criação de novos territórios na década de 1860.
Em 1861 foi constituído o Território do Colorado, que incluía terras a sul de 41° N e a oeste de 102°03 W (25° a oeste de Washington, DC). 
Mais tarde, e no mesmo ano, o Território do Dakota foi criado a partir de todas as terras do Território do Nebraska situadas a norte do Paralelo 43 N, embora uma parte do atual Nebraska esteja situada entre os rios Keya Paha e Niobrara (esta região foi incorporada no Nebraska em 1882). O Ato criador do Território do Dakota desassociou do do Nebraska as terras tomadas aos territórios de Utah e de Washington, a sudeste do atual Wyoming.
Em 1863, o Território de Idaho foi formado a partir de todas as terras situadas a oeste de do meridiano 104°3'.